# Steinkreuz Lauchhammer-Mitte

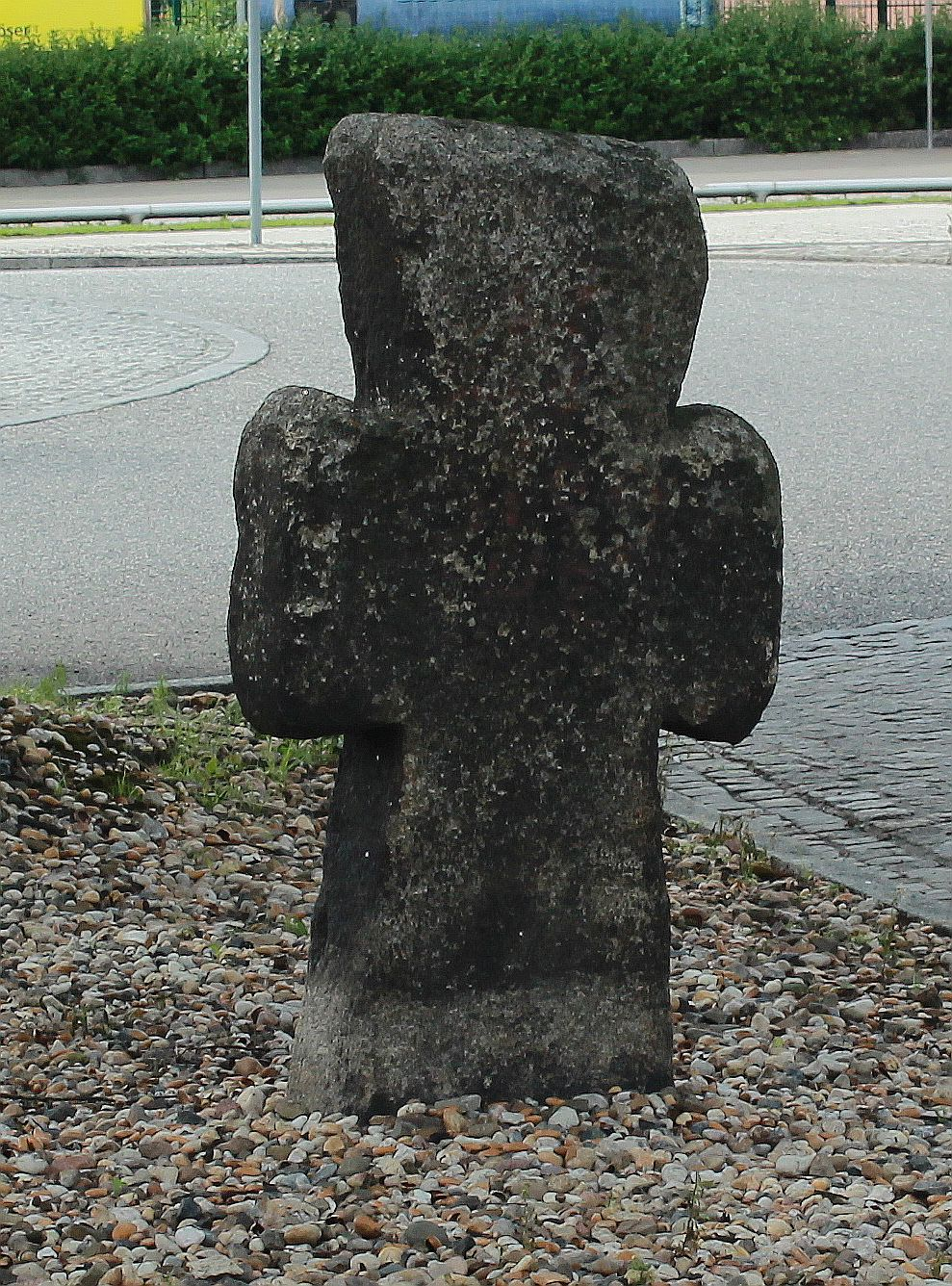
Steinkreuz Lauchhammer-Mitte (2012)

Das Steinkreuz von Lauchhammer-Mitte, manchmal auch als Bockwitzer Steinkreuz bezeichnet, befindet sich westlich des einstigen Dorfangers von Lauchhammer-Mitte, ehemals Bockwitz, einem Ortsteil der südbrandenburgischen Stadt Lauchhammer im Landkreis Oberspreewald-Lausitz. Es ist heute Teil des amtlichen Bodendenkmals mit der Nummer 80289.

## Beschreibung und Deutungsversuche der Vergangenheit
Dieses Sühnekreuz besteht aus Granit und hat eine Größe von 96 × 75 × 20 cm.
Es gibt verschiedene überlieferte Sagen und Deutungen zu dem Kreuz. Ein im Jahre 1937 in der heimatkundlichen Schriftenreihe Die Schwarze Elster erschienener Aufsatz des Autors Helmut Rambusch gibt folgendes wieder: 
Der ersten Version nach soll hier im Verlauf des Dreißigjährigen Krieges ein schwedischer General gefallen sein. Zu seinem Gedenken wurde schließlich dieses Steinkreuz aufgestellt. Da aber auf dem Kreuz jegliche Inschrift fehlt und die schwedischen Truppen den Ort in jener Zeit schwer verwüsteten, wurde bereits von Rambusch stark angezweifelt, dass es sich hier um einen Gedenkstein handelt.
In einer alten Bockwitzer Chronik wurde 1790 wiederum die Auffassung vertreten, dass es sich bei dem Bockwitzer Kreuzstein um eine Art Grenzmarkierung handelte. Auch mit den in anderen Regionen üblichen Wegekreuzen wurde es in Verbindung gebracht. Ebenso wurde der Ablassprediger Johann Tetzel (um 1460–1519) verdächtigt, dass er solche Steine bei seinem Zug durch die Lausitz hatte aufstellen lassen hatte. Und letztlich wurde es auch für möglich gehalten, dass der am damaligen Dorfeingang aufgestellte Stein den Schwarzen Tod bannen sollte.
Vermutlich ist es aber zusammen mit dem nahegelegenen Galgenberg eine alte Stätte der Gerichtsbarkeit und das Kreuz wurde sehr wahrscheinlich als Sühne für einen Mord oder Totschlag aufgestellt.

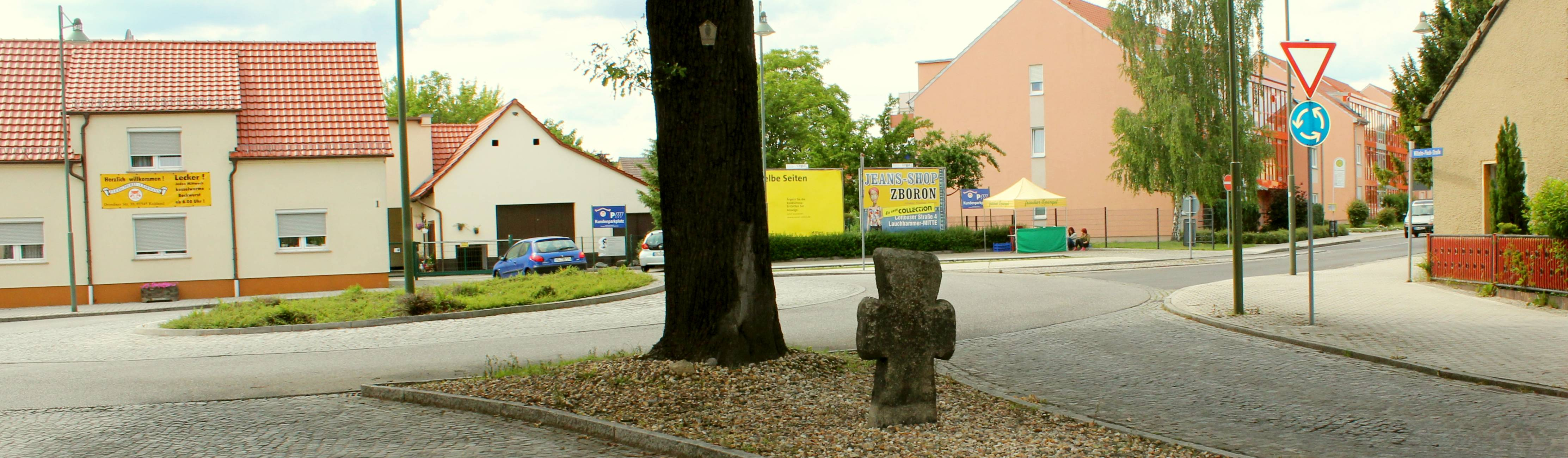

## Das Mückenberger Steinkreuz
Ein weiteres Steinkreuz im Stadtgebiet von Lauchhammer befand sich ursprünglich auch am Ortseingang der einstigen Stadt Mückenberg, heute Lauchhammer-West. Rambusch berichtete 1937, dass es dort bis vor wenigen Jahren noch gestanden haben soll. Belegt ist, dass bis mindestens bis zum Jahre 1929 der Stumpf des Kreuzes vor dem Eingangsbereich des ehemaligen Gutshofes noch erhalten war.
Auch zu diesem Kreuz ist eine Sage überliefert. Es soll einst während einer Pestepidemie aufgestellt worden sein. Nachdem die Stadt durch eine Flut der nahen Schwarzen Elster überschwemmt worden war, war sie vom Schwarzen Tod heimgesucht worden. Und als dieser viele Opfer in Mückenberg gefordert hatte, gebot eine alte weise Frau, dass die Pestilenz nur gebannt werden könne, wenn zwei reine Kinder mit einer Egge eine Furche um den Ort ziehen würden. Die zwei auserwählten Kinder schafften das Unmögliche. Tief in der Erde eingegraben kam die Egge schließlich zum Stillstand.
Die weise Frau, die diese unmenschliche Aufgabe gefordert hatte, entpuppte sich allerdings als Hexe. Sie war am Ende tot. An der Stelle, wo die Egge zum Schluss schließlich zum Stillstand kam, setzte man dieses Steinkreuz drauf.

Mückenberg um 1717